# يوكي تاناكا (مؤرخ)
يوكي تاناكا (باليابانية: 田中利幸؛ بالكانا: たなか としゆき) هو مؤرخ ياباني، ولد في 26 مايو 1949 في فوكوي في اليابان.